# 마리안스케라즈네

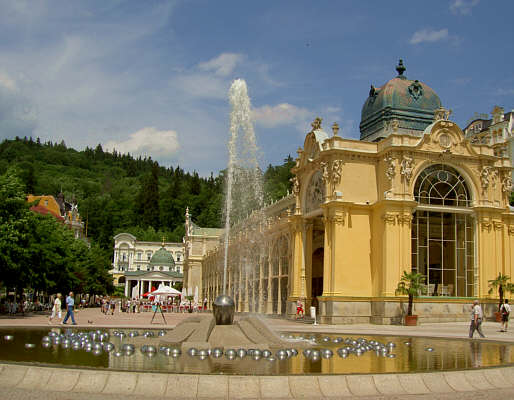
마리안스케라즈네

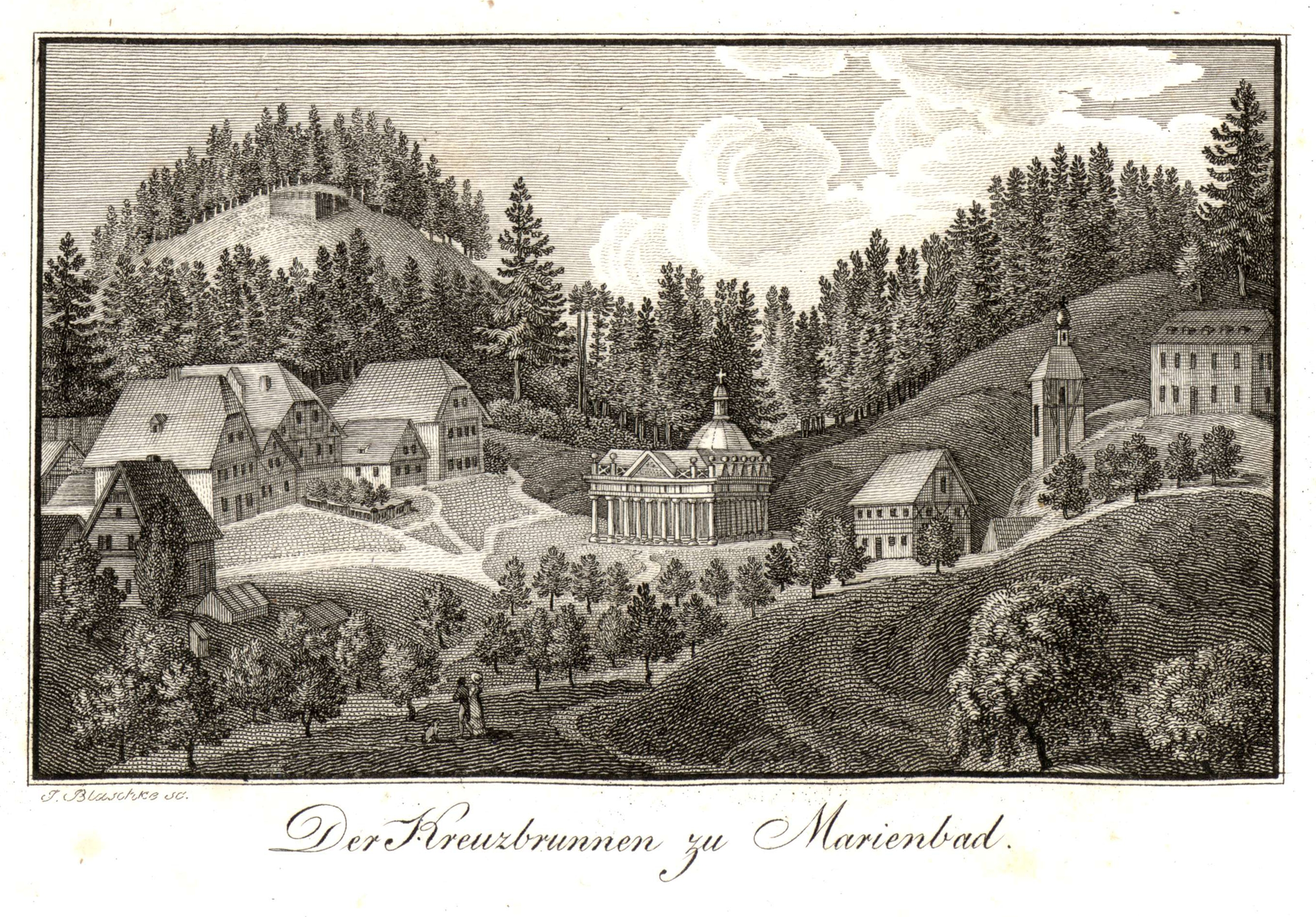
마리안스케라즈네를 소재로 한 1815년 삽화

마리안스케라즈네(체코어: Mariánské Lázně, 독일어: Marienbad 마린바트[*])는 체코 카를로비바리 주에 위치한 도시로, 면적은 51.81km2, 높이는 578m, 인구는 14,083명(2005년 기준), 인구 밀도는 272명/km2이며 체코의 대표적인 온천 도시 가운데 한 곳이다.
1872년 헤프를 연결하는 철도가 개통되었다. 요한 볼프강 폰 괴테, 프레데리크 쇼팽, 프란츠 카프카, 요한 슈트라우스 2세, 에드워드 7세 등 유명 인사들과 유럽의 왕족들이 방문한 곳으로 유명하다.

시기
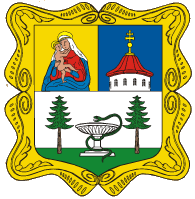
시 문장

## 인구
| 연도           | 인구   | ±%     |
| -------------- | ------ | ------ |
| 1869           | 2,582  | —      |
| 1880           | 4,075  | +57.8% |
| 1890           | 5,012  | +23.0% |
| 1900           | 6,459  | +28.9% |
| 1910           | 9,173  | +42.0% |
| 1921           | 10,183 | +11.0% |
| 1930           | 11,862 | +16.5% |
| 1950           | 9,261  | −21.9% |
| 1961           | 12,882 | +39.1% |
| 1970           | 13,559 | +5.3%  |
| 1980           | 14,930 | +10.1% |
| 1991           | 15,382 | +3.0%  |
| 2001           | 14,741 | −4.2%  |
| 2011           | 12,906 | −12.4% |
| 2021           | 11,979 | −7.2%  |
| 출처: Censuses |        |        |

## 자매 도시
- 독일 바트홈부르크포어데어회에 (1990)
- 이탈리아 키안차노테르메 (2000)
- 프랑스 Marcoussis (2005)
- 독일 Weiden in der Oberpfalz (2007)
- 러시아 니즈니타길 (2007)
- 영국 Malvern (2013)